# Pinský rajón
Pinský rajón (bělorusky Пінскі раён, ukrajinsky Пінський район, rusky Пинский район) je územně-správní jednotkou na jihu Brestské oblasti v Bělorusku. Administrativním centrem rajónu je město Pinsk (bělorusky Пінск, rusky Пинск).

## Geografie
Rajón zaujímá rozlohu necelých 3 253 km². Hlavní řekou Pripjať se svými přítoky Bobryk, Vislica, Jaselda, Mjeračanka, Pina a Styr. Rajónem prochází Ahinský a Dněpersko-bugský kanál. Hlavními jezery jsou Haradziščynskaje, Končickaje a Sjemichovickaje. V rajónu se rozkládá Pahostaŭská nádrž.
Pinský rajón se nachází v jihovýchodní části oblasti. Na východě hraničí s Luniněckým rajónem, na jihovýchodě se Stolinským rajónem, na jihu se Zaričněnským rajónem na Ukrajině, na západě s Ivanaŭským rajónem a na severu Ivacevickým a Hancavickým rajónem. Délka rajónu od severu k jihu je 64 km a od západu na východ 50 km. V roce 2004 žilo v rajónu 58 200 obyvatel. Rajónem je rozdělen na 1 possovět (městské sídlo Lahišyn) a 24 selsovětů (venkovských rad).
Rajón se vyznačuje značnými ložisky rašeliny, křídy, písku a jílu.
Většina plochy rajónu leží na území Pripjaťského Polesí, západní část je součástí Zaharoddzecké planiny. Povrch je převážně plochý a bažinatý. Celkem 75 % území rajónu leží pod hranicí 150 m nad mořem, 15 % v nadmořské výšce mezi 150 a 160 m. Nejvyšší bod, který měří 174 m, se nachází 2 km jižně od obce Mjerčycy). Nejnižší bod leží v nadmořské výšce 130 m. Podle tektonického složení spadá rajón pod Poleské sedlo.
K minerálům, které se v oblasti nalézají, patří rašelina, jíl, hlína, písek a křída. Je známo 68 ložisek rašelinišť s celkovými zásobami 2 700 000 000 m³, v přepočtu 308 000 000 tun. Mezi nejvýznamnější naleziště rašeliny patří Haradziščynská bažina, Chvaraščanská bažina, bažiny Dubnik, Žuk a Damašničy, Lipavacká bažina a Pantaljevacká bažina (všechny bažiny patří do Pinských bažin). Čtyři ložiska jílu a hlíny s ložisky 4 700 000 m³, kde k největším patří Pljantaŭskaje, Pasjeničskaje a Vjaljesnickaje. Tři ložiska písku se rezervami 1 100 000 m³ (k největším zásobám patří Mjerčyckaje bažiny).
Na území Pinského rajónu byly nalezeny i ložiska sapropelu a bláta.
Rajón patří k Pinskému zemědělsko-klimatickému rajónu. Průměrná teplota v lednu činí -5.2 °C, v červenci 18.6 °C. Spadne 573 mm srážek za rok. Vegetační období trvá 201 dnů. Řeky v Pinském rajónu patří do povodí Pripjatě. Mezi hlavní pravostrannými přítoky Pripjatě na území rajónu jsou Styr, Haryň, Scviha, Uborť a mezi levostranné přítoky patří Pina, Jasjelda a Bobryk.